# مطلوبية الأكسجين الكيميائية
مطلوبية الأكسجين الكيميائية (بالإنجليزية: Chemical Oxygen Demand or COD)‏ في الكيمياء البيئية هو اختبار لقياس غير مباشر من كمية المركبات العضوية في الماء. معظم تطبيقات COD تحديد كمية الملوثات العضوية الموجودة في المياه السطحية (البحيرات والأنهار مثلا) أو مياه الصرف الصحي، مما يجعل COD مقياسا مفيدا لنوعية المياه. ويعبر عن ذلك في ميليغرام لكل لتر (ملغم / لتر) كما يشار إلى جزء في المليون (جزء في المليون)، الذي يشير إلى كتلة الأكسجين المستهلك لكل لتر من المحلول.